# Plantilla 2008-2009 Club Atlético Osasuna
La Plantilla 2008-2009 del Club Atlético Osasuna fou:
| N. | Pos. | Nac. | Jugador                 |
| -- | ---- | --- | ----------------------- |
| 1  | POR  | [[Fitxer:Flag of Spain.svg\|23x15px\|border \|alt=Espanya\|link=Selecció de futbol d'Espanya\|{{#if:\|]]                            | Ricardo                 |
| 2  | MIG  | [[Fitxer:Bandera de Navarra.svg\|23x15px\|border \|alt=Navarra\|link=Selecció de futbol de Navarra\|{{#if:\|]]                      | César Azpilicueta       |
| 3  | DEF  | [[Fitxer:Bandera de Navarra.svg\|23x15px\|border \|alt=Navarra\|link=Selecció de futbol de Navarra\|{{#if:\|]]                      | Nacho Monreal           |
| 4  | DEF  | [[Fitxer:Bandera de Navarra.svg\|23x15px\|border \|alt=Navarra\|link=Selecció de futbol de Navarra\|{{#if:\|]]                      | Miguel Flaño            |
| 5  | MIG  | [[Fitxer:Flag of Switzerland.svg\|23x16px\|border \|alt=Suïssa\|link=Selecció de futbol de Suïssa\|{{#if:\|]]                       | Xavier Margairaz        |
| 6  | MIG  | [[Fitxer:Flag of Iran.svg\|23x15px\|border \|alt=Iran\|link=Selecció de futbol de l'Iran\|{{#if:\|]]                                | Javad Nekounam          |
| 7  | DEF  | [[Fitxer:Bandera de Navarra.svg\|23x15px\|border \|alt=Navarra\|link=Selecció de futbol de Navarra\|{{#if:\|]]                      | César Cruchaga (capità) |
| 8  | MIG  | [[Fitxer:Flag of the Valencian Community (2x3).svg\|23x15px\|border \|alt=València\|link=Selecció de futbol de València\|{{#if:\|]] | Héctor Font             |
| 9  | DAV  | [[Fitxer:Flag of Spain.svg\|23x15px\|border \|alt=Espanya\|link=Selecció de futbol d'Espanya\|{{#if:\|]]                            | Javier Portillo         |
| 10 | MIG  | [[Fitxer:Bandera de Navarra.svg\|23x15px\|border \|alt=Navarra\|link=Selecció de futbol de Navarra\|{{#if:\|]]                      | Patxi Puñal (2n capità) |
| 11 | DAV  | [[Fitxer:Flag of Uruguay.svg\|23x15px\|border \|alt=Uruguai\|link=Selecció de futbol de l'Uruguai\|{{#if:\|]]                       | Walter Pandiani         |
| 12 | MIG  | [[Fitxer:Flag of the Valencian Community (2x3).svg\|23x15px\|border \|alt=València\|link=Selecció de futbol de València\|{{#if:\|]] | Juanfran                |
| 13 | POR  | [[Fitxer:Flag of Spain.svg\|23x15px\|border \|alt=Espanya\|link=Selecció de futbol d'Espanya\|{{#if:\|]]                            | Roberto                 |
| 14 | DEF  | [[Fitxer:Bandera de Navarra.svg\|23x15px\|border \|alt=Navarra\|link=Selecció de futbol de Navarra\|{{#if:\|]]                      | Josetxo                 |

| N. | Pos. | Nac. | Jugador           |
| -- | ---- | --- | ----------------- |
| 15 | DAV  | [[Fitxer:Flag of Spain.svg\|23x15px\|border \|alt=Espanya\|link=Selecció de futbol d'Espanya\|{{#if:\|]]                                  | Santiago Ezquerro |
| 16 | DEF  | [[Fitxer:Flag of Brazil.svg\|23x15px\|border \|alt=Brasil\|link=Selecció de futbol del Brasil\|{{#if:\|]]                                 | Rovérsio          |
| 17 | DEF  | [[Fitxer:Bandera de Navarra.svg\|23x15px\|border \|alt=Navarra\|link=Selecció de futbol de Navarra\|{{#if:\|]]                            | Javier Flaño      |
| 18 | DAV  | [[Fitxer:Flag of Cape Verde.svg\|23x15px\|border \|alt=Cap Verd\|link=Selecció de futbol de Cap Verd\|{{#if:\|]]                          | Dady              |
| 19 | MIG  | [[Fitxer:Flag of Iran.svg\|23x15px\|border \|alt=Iran\|link=Selecció de futbol de l'Iran\|{{#if:\|]]                                      | Masoud Shojaei    |
| 20 | MIG  | [[Fitxer:Flag of the Czech Republic.svg\|23x15px\|border \|alt=República Txeca\|link=Selecció de futbol de la República Txeca\|{{#if:\|]] | Jaroslav Plašil   |
| 21 | MIG  | [[Fitxer:Flag of Hungary.svg\|23x15px\|border \|alt=Hongria\|link=Selecció de futbol d'Hongria\|{{#if:\|]]                                | Krisztián Vadócz  |
| 22 | DAV  | [[Fitxer:Bandera de Navarra.svg\|23x15px\|border \|alt=Navarra\|link=Selecció de futbol de Navarra\|{{#if:\|]]                            | Kike Sola         |
| 23 | MIG  | [[Fitxer:Flag of France (1794–1815, 1830–1974).svg\|23x15px\|border \|alt=França\|link=Selecció de futbol de França\|{{#if:\|]]           | Ludovic Delporte  |
| 24 | MIG  | [[Fitxer:Flag of Nigeria.svg\|23x15px\|border \|alt=Nigèria\|link=Selecció de futbol de Nigèria\|{{#if:\|]]                               | Sunny             |
| 25 | DEF  | [[Fitxer:Flag of Portugal.svg\|23x15px\|border \|alt=Portugal\|link=Selecció de futbol de Portugal\|{{#if:\|]]                            | Tiago Gomes       |
| 26 | POR  | [[Fitxer:Flag of Spain.svg\|23x15px\|border \|alt=Espanya\|link=Selecció de futbol d'Espanya\|{{#if:\|]]                                  | Andrés Fernández  |
| 32 | MIG  | [[Fitxer:Bandera de Navarra.svg\|23x15px\|border \|alt=Navarra\|link=Selecció de futbol de Navarra\|{{#if:\|]]                            | Jokin             |

## Cedits
| N. | Pos. | Nac.                                                                                                | Jugador                       |
| -- | ---- | --------------------------------------------------------------------------------------------------- | ----------------------------- |
| -- | DAV  | [[Fitxer:Flag of Chile.svg\|23x15px\|border \|alt=Xile\|link=Selecció de futbol de Xile\|{{#if:\|]] | Nicolás Medina (al SD Huesca) |

Els equips espanyols estan limitats a tenir en la plantilla un màxim de tres jugadors sense passaport de la Unió Europea. La llista inclou només la principal nacionalitat de cada jugador; alguns jugadors no europeus tenen doble nacionalitat d'algun país de la UE:
- Pandiani té passaport italià  .
- Sunny té passaport espanyol  .
- Dady té passaport portuguès  .